# Pensare all'immortalità del granchio

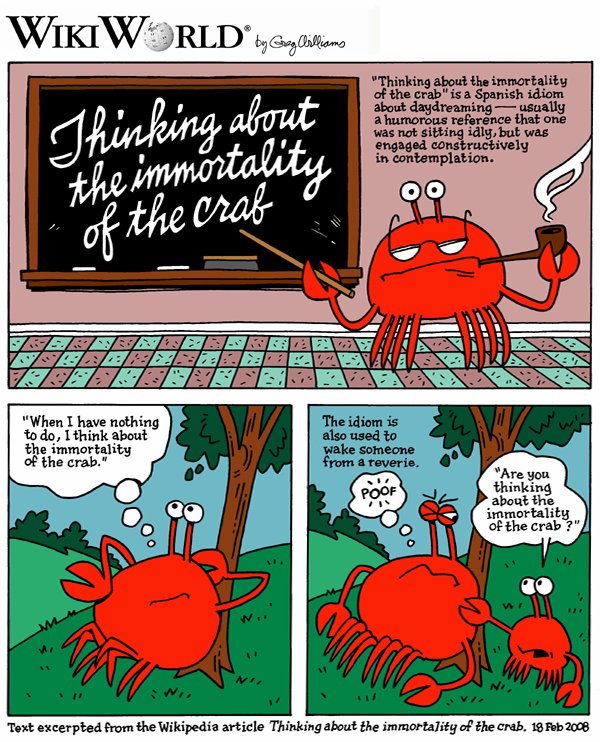
Vignetta di WikiWorld

Pensare all'immortalità del granchio (Spagnolo  Pensar en la inmortalidad del cangrejo) è una frase idiomatica utilizzata nei paesi di lingua spagnola, particolarmente in Messico, che significa sognare ad occhi aperti. La frase è spesso un modo di dire umoristico per indicare che un certo individuo lascia vagare la mente, o che questi non è seduto senza far nulla, ma è invece impegnato in modo costruttivo in una contemplazione.
La frase è spesso usata per svegliare qualcuno dal sogno ad occhi aperti: «Stai pensando all'immortalità del granchio?» (Spagnolo «¿Estás pensando en la inmortalidad del cangrejo?»).
Taluni ritengono che la frase sia sempre meno utilizzata e quindi destinata al disuso in favore di espressioni come "pensare alla sapienza della zanzara" (pensando en la logica del mosquito).

## Nella letteratura
(Anonimo, Autoritratto Messicano (1855))
Y de inmortalidades sólo creo 

en la tuya, cangrejo amigo. 

Te aplastan, 

te echan en agua hirviendo,

inundan tu casa. 

Pero la represión y la tortura 

de nada sirven, de nada. 

No tú, cangrejo ínfimo, 

caparazón mortal de tu individuo, ser transitorio, 

carne fugaz que en nuestros dientes se quiebra; 

no tú sino tu especie eterna: los otros: 

el cangrejo inmortal 

toma la playa.»
Fra tutte le immortalità, io credo solo

nella tua, amico granchio.

La gente ti schiaccia,

ti getta nell'acqua bollente,

allaga la tua casa.

Ma la tortura e l'afflizione

non servono a niente, a niente.

Non tu, infimo granchio,

breve inquilino del tuo carapace, essere mortale,

fugace creatura di carne che trema fra i nostri denti;

non tu, ma la tua specie eterna: gli altri:

il granchio immortale

occupa la spiaggia.»
(José Emilio Pacheco, Los trabajos del mar, 1983)
El más profundo problema:

el de la inmortalidad

del cangrejo, que tiene alma,

Una almita de verdad ...

Que si el cangrejo se muere

todo en su totalidad

con él nos morimos todos

por toda la eternidad»
Il più profondo problema:

dell'immortalità

del granchio, è che ha un'anima,

una piccola anima in realtà...

Che se il granchio muore,

tutto nella sua totalità,

con lui moriamo tutti noi,

per tutta l'eternità.»
(Miguel de Unamuno)

## Nel cinema
- Sena/Quina, la inmortalidad del cangrejo - 2005, film diretto da Paolo Agazzi.